# Milan Kalina
Milan Kalina (Belgrado, 13 de agosto de 1956) é um ex-handebolista profissional sérvio, campeão olímpico pela Seleção Iugoslava em 1984. 
Milan Kalina fez parte do elenco medalha de ouro de Los Angeles 1984. Em Olimpíadas jogou 5 partidas anotando 21 gols.

## Títulos
- Jogos Olímpicos:
  - Ouro: 1984